# 塞諾科斯冰原島峰

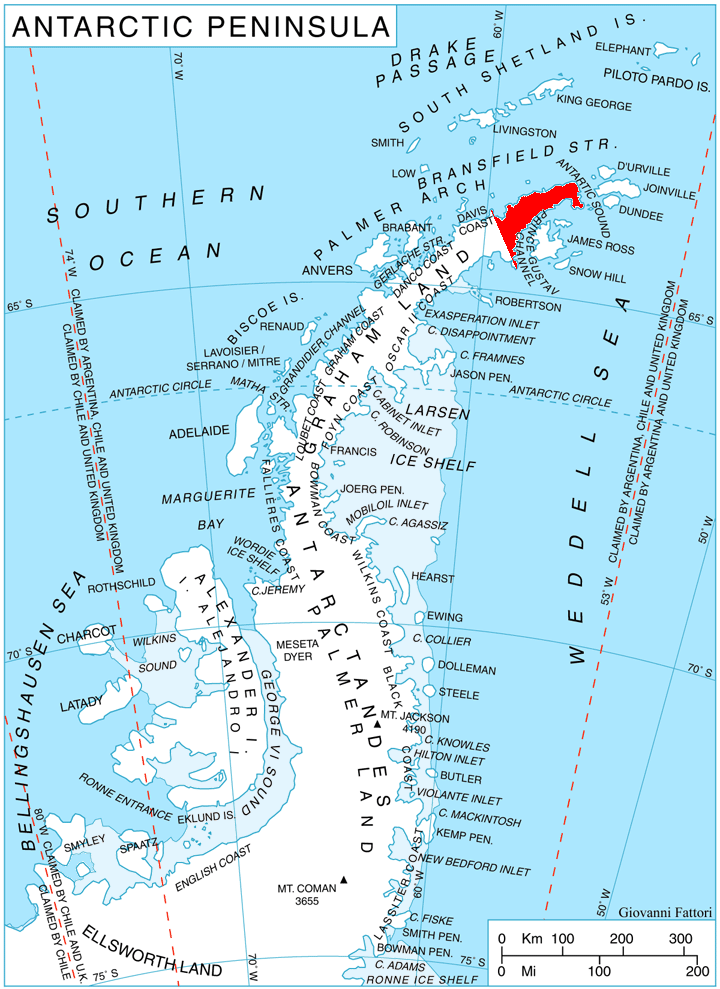

塞諾科斯冰原島峰（英語：Senokos Nunatak）是南極洲的冰原島峰，位於葛拉漢地的特里尼蒂半島，處於布拉德利山以西3.27公里、圖弗特冰原島峰以北4.6公里、戈萊什海崖東南面11.43公里和古爾古利亞特峰西南面7.29公里，海拔高度663米，以保加利亞城鎮命名。

## 外部連結
- Trinity Peninsula. Scale 1:250000 topographic map No. 5697. Institut für Angewandte Geodäsie and British Antarctic Survey, 1996.
- SCAR Composite Antarctic Gazetteer（页面存档备份，存于）.

63°53′08″S 58°41′41″W / 63.88556°S 58.69472°W